# Sliptrein
Een sliptrein (ook "gliptrein") was een trein waarvan de achterste wagons al rijdend konden worden afgekoppeld.
Sliptreinen werden ingezet om treinen te kunnen splitsen in een deel dat doorreed en een deel dat stopte op een tussenliggend station. Dit treindeel werd vervolgens voorzien van een nieuwe locomotief en vervolgde de reis naar een andere bestemming. In Nederland maakte de Nederlandsche Rhijnspoorweg-Maatschappij onder meer gebruik van sliptreinen op de trajecten Utrecht-Rotterdam en Utrecht-Den Haag. De trein werd gesplitst in Gouda. Voor het station Gouda 'verloor' de trein, die voorzien was van een slipkoppeling, de achterste wagons, die tot stilstand gebracht werden op het station van Gouda. De trein met locomotief reed door naar Rotterdam en het deel dat in Gouda was gestopt werd voorzien van een nieuwe locomotief en vervolgde de reis naar Den Haag. Ook het station Woerden op dit traject werd gebruikt als station voor het ontkoppelen van sliptreinen.
De uitvinding van de Westinghouserem maakte het mogelijk om de remweg te bekorten, zodat er dichter bij het slipstation ontkoppeld kon worden. Nadat in 1890 de Staatsspoorwegen eigenaar van de lijn waren geworden werd het slippen afgeschaft. Een ander slipstation was Harmelen, met een doorgaande trein naar Amsterdam en een deel dat stopte met als eindbestemming Utrecht. Ook Breukelen en Bussum fungeerden als slipstation. 
Niet alleen in Nederland maar ook in Engeland en Frankrijk werd het slipsysteem toegepast.